# Liste des cavités naturelles les plus longues du Lot
La liste des cavités naturelles les plus longues du Lot recense, sous forme de tableau(x), les cavités souterraines naturelles connues dans ce département français, dont le développement est supérieur ou égal à mille mètres.
La communauté spéléologique considère qu'une cavité souterraine naturelle n'existe vraiment qu'à partir du moment où elle est « inventée » c'est-à-dire découverte (ou redécouverte), inventoriée, topographiée et publiée. Bien sûr, la réalité physique d'une cavité naturelle est la plupart du temps bien antérieure à sa découverte par l'homme ; cependant tant qu'elle n'est pas explorée, mesurée et révélée, la cavité naturelle n'appartient pas au domaine de la connaissance partagée.
La liste spéléométrique des 46 plus longues cavités naturelles du Lot (≥ mille mètres) est actualisée à fin décembre 2024.
La plus longue cavité souterraine naturelle répertoriée dans le département du Lot est  « le système de Padirac », sur les communes de Padirac, Montvalent & Miers (cf. ligne 1 du tableau ci-dessous).
| \| Histogramme de la répartition des plus longues cavités naturelles du Lot par classe de développement -- Les 46 cavités citées fin 2024 sont réparties en 4 classes de développement -- \| \| \| \| \| \| \| \| \| \| \| \| \| \| \| classe I >= 5 000 m 11 cavité[s] \| classe II >= 2 000 m et < 5 000 m 18 cavités \| classe III >= 1 500 m et < 2 000 m 6 cavités \| classe IV >= 1 000 m et < 1 500 m 11 cavités \| \| |                                  |                                              |                                              |                                              |  |
| Le graphique qui aurait dû être présenté ici ne peut pas être affiché car il utilise l'ancienne extension Graph, désactivée pour des questions de sécurité. Des indications pour créer un nouveau graphique avec la nouvelle extension Chart sont disponibles ici . |                                  |                                              |                                              |                                              |  |
| Histogramme de la répartition des plus longues cavités naturelles du Lot par classe de développement -- Les 46 cavités citées fin 2024 sont réparties en 4 classes de développement -- |                                  |                                              |                                              |                                              |  |
| |                                  |                                              |                                              |                                              |  |
| | classe I >= 5 000 m 11 cavité[s] | classe II >= 2 000 m et < 5 000 m 18 cavités | classe III >= 1 500 m et < 2 000 m 6 cavités | classe IV >= 1 000 m et < 1 500 m 11 cavités |  |

## Cavités du Lot (France) de développement supérieur à5 000 mètres
11 cavités sont recensées dans cette « classe I » au 31 décembre 2022.
| Réf. | Cavité (autres noms)         | Commune                       | Massif ou zone    | Coordonnées (WGS 84)        | Développe. (mètres) | Dénivel. (mètres) | Sources ou références                                                                                 | Mise à jour |
| ---- | ---------------------------- | ----------------------------- | ----------------- | --------------------------- | ------------------- | ----------------- | --- | ----------- |
| 1    | Gouffre de Padirac           | Padirac, Montvalent & Miers   | Causse de Gramat  | 44° 51′ 30″ N, 1° 45′ 01″ E | +059 000, m         | +0315, m          | Plongeesout.com, SSC St Maixentais, Clan des Explorateurs de Cavernes, Heymann Renoult & Grottocenter | 2016-12     |
| 2    | Gouffre des Vitarelles       | Gramat                        | Causse de Gramat  | 44° 44′ 06″ N, 1° 44′ 55″ E | +019 384, m         | +0164, m          | CDS46, Speleoc no 157 & Grottocenter                                                                  | 2022-07     |
| 3    | Igues de Goudou - Lacarrière | Labastide-Murat et Montfaucon | Causse de Gramat  | 44° 39′ 40″ N, 1° 36′ 26″ E | +018 285, m         | +0126, m          | Plongeesout.com, lecrad.free.fr & Grottocenter,                                                       | 2009-01     |
| 4    | Igue de Viazac               | Caniac-du-Causse              | Causse de Gramat  | 44° 38′ 53″ N, 1° 40′ 44″ E | +016 500, m         | +0258, m          | Plongeesout.com & Grottocenter                                                                        | 2008-07     |
| 5    | Igue de la Vayssière         | Beauregard                    | Causse de Limogne | 44° 20′ 51″ N, 1° 47′ 15″ E | +012 000, m         | +0025, m          | Grottocenter                                                                                          | 2009-09     |
| 6    | Perte de Thémines            | Thémines                      | Causse de Gramat  | 44° 44′ 20″ N, 1° 49′ 46″ E | +007 000, m         | +0030, m          | Spéléo club de Blagnac & Grottocenter                                                                 | 2009-09     |
| 7    | Fontaine de Briance          | Martel                        | Causse de Martel  | 44° 55′ 17″ N, 1° 38′ 16″ E | +006 369, m         | +0085, m          | Spéléométrie de la France, CDS46 & plongeesout.com                                                    | 2013-00     |
| 8    | Système Cabouy - Pouymessens | Rocamadour                    | Causse de Gramat  | 44° 48′ 05″ N, 1° 34′ 55″ E | +006 236, m         | +0125, m          | Grottocenter & Plongeesout.com                                                                        | 2023-09     |
| 9    | Émergence du Ressel          | Marcilhac-sur-Célé            | Causse de Gramat  | 44° 33′ 43″ N, 1° 46′ 25″ E | +005 860, m         | +0106, m          | Plongeesout.com & Spelunca no 90                                                                      | 2017-07     |
| 10   | Perte de la Léoune           | Promilhanes                   | Causse de Limogne | 44° 21′ 59″ N, 1° 48′ 45″ E | +005 300, m         | +0105, m          | Spelunca no 96                                                                                        | 2004-00     |
| 11   | Igue de Jamblusse            | Saillac                       | Causse de Limogne | 44° 19′ 06″ N, 1° 44′ 08″ E | +005 000, m         | +0040, m          | Grottocenter                                                                                          | 2009-09     |

## Cavités du Lot (France) de développement compris entre2 000 mètreset4 999 mètres
18 cavités sont recensées dans cette « classe II » au 31 décembre 2022.
| Réf. | Cavité (autres noms)                 | Commune             | Massif ou zone    | Coordonnées (WGS 84)        | Développe. (mètres) | Dénivel. (mètres) | Sources ou références                                                        | Mise à jour |
| ---- | ------------------------------------ | ------------------- | ----------------- | --------------------------- | ------------------- | ----------------- | ---------------------------------------------------------------------------- | ----------- |
| 12   | Gouffre de l'Oule                    | Saint-Jean-de-Laurs | Causse de Gramat  | 44° 42′ 14″ N, 1° 51′ 03″ E | +004 505, m         | +0051, m          | Plongeesout.com, Spelunca no 77 et Spéléoguide du Lot                        | 2012-00     |
| 13   | Font del Truffe                      | Lacave              | Causse de Gramat  | 44° 49′ 30″ N, 1° 33′ 03″ E | +003 860, m         | +0032, m          | Plongeesout.com & Grottocenter                                               | 2008-09     |
| 14   | Creux de la Bargade                  | Issendolus          | Causse de Gramat  | 44° 44′ 09″ N, 1° 46′ 47″ E | +003 214, m         | +0029, m          | Spelunca no 97, Grottocenter & plongeesout.com                               | 2005-00     |
| 15   | Goule de Marcenac                    | Cabrerets           | Causse de Gramat  | 44° 29′ 38″ N, 1° 39′ 10″ E | +003 211, m         | +0086, m          | Spelunca no 114                                                              | 2009-03     |
| 16   | Émergence de la Dragonnière          | Cabrerets           | Causse de Gramat  | 44° 30′ 42″ N, 1° 38′ 53″ E | +003 000, m         | +0091, m          | Spelunca no 94 & plongeesout.com                                             | 2004-00     |
| 17   | Œil de la Doue                       | Martel              | Causse de Martel  | 44° 57′ 55″ N, 1° 35′ 15″ E | +003 000, m         | +0051, m          | Grottocenter & Spelunca no 78 & plongeesout.com                              | 2000-00     |
| 18   | Émergence de Bons                    | Larroque-Toirac     | Causse de Gramat  | 44° 31′ 15″ N, 1° 55′ 59″ E | +002 947, m         | +0019, m          | Spelunca no 99 & plongeesout.com                                             | 2005-00     |
| 19   | Trou Madame                          | Cénevières          | Causse de Limogne | 44° 27′ 03″ N, 1° 45′ 15″ E | +002 940, m         | +0030, m          | Plongeesout.com & Grottocenter                                               | 2008-09     |
| 20   | Gouffre du Saut de la Pucelle        | Rocamadour          | Causse de Gramat  | 44° 48′ 03″ N, 1° 40′ 19″ E | +002 830, m         | +0160, m          | Grottocenter & plongeesout.com                                               | 2008-07     |
| 21   | Rivière de Commande et grotte Elise. | Gramat              | Causse de Gramat  | 44° 46′ 57″ N, 1° 43′ 36″ E | +002 820, m         | +0067, m          | CDS46,                                                                       | 2014-12     |
| 22   | Igue de Magic Boy                    | Miers               | Causse de Gramat  | 44° 51′ 25″ N, 1° 43′ 16″ E | +002 788, m         | +0123, m          | Spelunca no 113, Grottocenter et CDS46                                       | 2012-00     |
| 23   | Igue de Bonneau                      | Caniac-du-Causse    | Causse de Gramat  | 44° 36′ 36″ N, 1° 40′ 17″ E | +002 765, m         | +0086, m          | Spéléométrie de la France                                                    | 2009-09     |
| 24   | Gouffre de Réveillon                 | Alvignac            | Causse de Gramat  | 44° 49′ 31″ N, 1° 39′ 54″ E | +002 600, m         | +0110, m          | Grottocenter                                                                 | 2009-08     |
| 25   | Gouffre de Roque de Corn             | Montvalent          | Causse de Gramat  | 44° 51′ 47″ N, 1° 39′ 54″ E | +002 500, m         | +0102, m          | Grottocenter                                                                 | 2018-02     |
| 26   | Grotte de Pouzergues                 | Le Montat           | Causse de Limogne | 44° 22′ 09″ N, 1° 27′ 55″ E | +002 500, m         | +0000, m          | Grottocenter                                                                 | 2009-09     |
| 27   | Émergence de Combe Nègre             | Lanzac              | Causse de Gramat  | 44° 50′ 48″ N, 1° 29′ 24″ E | +002 400, m         | NC m              | Plongeesout.com, Grottocenter & Info-Plongée n°107, pages 50-55, année 2017. | 2022-09     |
| 28   | Évent du Boulet                      | Lachapelle-Auzac    | Causse de Martel  | 44° 56′ 23″ N, 1° 28′ 13″ E | +002 200, m         | +0025, m          | Grottocenter                                                                 | 2014-03     |
| 29   | Source Bleue                         | Sainte-Eulalie      | Causse de Gramat  | 44° 35′ 24″ N, 1° 52′ 27″ E | +002 060, m         | +0050, m          | Spéléo no 86, Grottocenter, plongeesout.com & Info plongée no 106            | 2014-00     |

## Cavités du Lot (France) de développement compris entre1 500 mètreset1 999 mètres
6 cavités sont recensées dans cette « classe III » au 31 décembre 2022.
| Réf. | Cavité (autres noms)       | Commune          | Massif ou zone        | Coordonnées (WGS 84)        | Développe. (mètres) | Dénivel. (mètres) | Sources ou références                           | Mise à jour |
| ---- | -------------------------- | ---------------- | --------------------- | --------------------------- | ------------------- | ----------------- | ----------------------------------------------- | ----------- |
| 30   | Source du Pesquié          | Faycelles        | Causse de Saint-Chels | 44° 33′ 48″ N, 1° 59′ 08″ E | +001 942, m         | +0075, m          | Grottocenter                                    | 2014-03     |
| 31   | Grotte du Pech d'Amont     | Assier           | Causse de Gramat      | 44° 40′ 02″ N, 1° 53′ 35″ E | +001 800, m         | +0030, m          | Grottocenter                                    | 2023-07     |
| 32   | Igue de Pech Long          | Montbrun         | Causse de Saint-Chels | 44° 31′ 14″ N, 1° 53′ 41″ E | +001 650, m         | +0125, m          | CDS46                                           | 2011-0      |
| 33   | Rivière de l’A20 de Cahors | Cieurac          | Causse de Limogne     | 44° 21′ 19″ N, 1° 29′ 47″ E | +001 600, m         | +0060, m          | Spéléoc no 100 & Grottocenter                   | 2003-07     |
| 34   | Igue de Planagrèze         | Caniac-du-Causse | Causse de Gramat      | 44° 38′ 08″ N, 1° 39′ 46″ E | +001 592, m         | +0274, m          | Spelunca no 109, Grottocenter & plongeesout.com | 2008-00     |
| 35   | Grottes de Lacave          | Lacave           | Causse de Gramat      | 44° 50′ 46″ N, 1° 33′ 29″ E | +001 500, m         | +0000, m          | Spéléométrie de la France                       | 2000-00     |

## Cavités du Lot (France) de développement compris entre1 000 mètreset1 499 mètres
11 cavités sont recensées dans cette « classe IV » au 31 décembre 2022.
| Réf. | Cavité (autres noms)                | Commune            | Massif ou zone        | Coordonnées (WGS 84)        | Développe. (mètres) | Dénivel. (mètres) | Sources ou références                           | Mise à jour |
| ---- | ----------------------------------- | ------------------ | --------------------- | --------------------------- | ------------------- | ----------------- | ----------------------------------------------- | ----------- |
| 36   | Igue du Pendant                     | Cabrerets          | Causse de Gramat      | 44° 32′ 54″ N, 1° 34′ 29″ E | +001 400, m         | +0070, m          | Grottocenter                                    | 2013-12     |
| 37   | Résurgence du Marchepied            | Marcilhac-sur-Célé | Causse de Saint-Chels | 44° 32′ 24″ N, 1° 45′ 54″ E | +001 370, m         | +0069, m          | CDS46 & Grottocenter                            | 2011-01     |
| 38   | Émergence de Crégols                | Crégols            | Causse de Limogne     | 44° 27′ 26″ N, 1° 41′ 56″ E | +001 360, m         | +0048, m          | Spelunca no 110 & plongeesout.com               | 2008-00     |
| 39   | Exurgence de Landenouse             | Cadrieu            | Causse de Cajarc      | 44° 29′ 16″ N, 1° 51′ 56″ E | +001 328, m         | +0085, m          | Grottocenter & plongeesout.com                  | 2024-03     |
| 40   | Grotte du Pech Merle                | Cabrerets          | Causse de Gramat      | 44° 30′ 27″ N, 1° 38′ 40″ E | +001 300, m         | +0047, m          | Grottocenter                                    | 2009-09     |
| 41   | Émergence de Font Morte             | Salviac            |                       | 44° 42′ 07″ N, 1° 17′ 39″ E | +001 131, m         | +0000, m          | Spéléométrie de la France                       | 2000-00     |
| 42   | Émergence de l'Iffernet             | Esclauzels         | Causse de Limogne     | 44° 27′ 47″ N, 1° 35′ 50″ E | +001 110, m         | +0125, m          | Spéléométrie de la France & plongeesout.com     | 2000-00     |
| 43   | Igue du Père Noël                   | Promilhanes        | Causse de Limogne     | 44° 21′ 31″ N, 1° 49′ 29″ E | +001 100, m         | +0036, m          | Spéléométrie de la France et Spéléoguide du Lot | 2012-00     |
| 44   | Grotte du Folmont                   | Bagat-en-Quercy    |                       | 44° 22′ 50″ N, 1° 13′ 39″ E | +001 100, m         | +0006, m          | Grottocenter                                    | 2009-09     |
| 45   | Résurgence temporaire de Font Nadal | Dégagnac           | Bouriane              | 44° 40′ 48″ N, 1° 20′ 52″ E | +001 050, m         | +0024, m          | Spelunca no 44 & Grottocenter                   | 1991-12     |
| 46   | Font del Moussu                     | Saint-Sulpice      | Causse de Gramat      | 44° 34′ 18″ N, 1° 47′ 45″ E | +001 046, m         | +0026, m          | Spelunca no 104                                 | 2006-00     |